# Heilig Hartbeeld (Berkel)
Het Heilig Hartbeeld is een standbeeld in de Nederlandse plaats Berkel-Enschot, sinds 1997 onderdeel van de gemeente Tilburg, in de provincie Noord-Brabant.

## Achtergrond
Pastoor A.J.C. (Antoon) Goossens (1865-1941) werd in 1918 toegevoegd aan de parochie van Berkel. Hij was onder meer verantwoordelijk voor de verfraaiing en vergroting van de Sint-Willibrorduskerk en de oprichting van een Heilig Hartbeeld. Het beeld werd gemaakt in het atelier van Herman Lamberts in Tilburg. Het werd geplaatst voor de pastorie en op 3 juni 1921 ingewijd.

## Beschrijving
Het beeld toont een staande Christusfiguur in gedrapeerd gewaad. Hij houdt zijn rechterhand zegenend geheven en wijst met zijn linkerhand naar het Heilig Hart op zijn borst. In de handen zijn de stigmata zichtbaar.